# Runes Bensin och Oljeimport

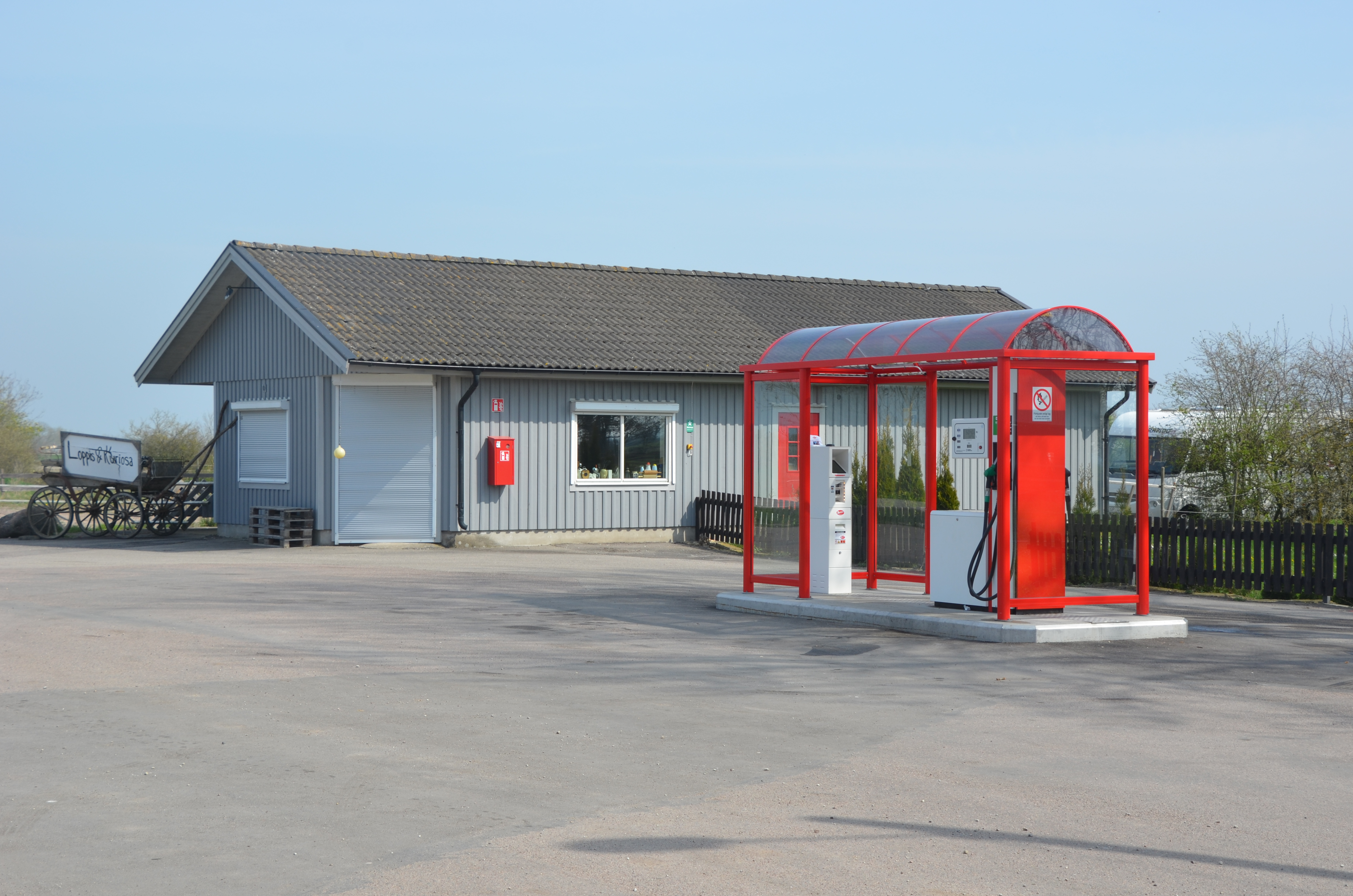
Automatstation i Stacketorp på Öland

Runes Bensin och Oljeimport AB är ett familjeägt svenskt företag för försäljning av fordonsbränsle och eldningsolja i Emmaboda.
Runes Bensin och Oljeimport grundades 1955 av Rune och Alva Johansson  för försäljning och distribution av petroleumprodukter. Företaget drivs idag av deras son Alf Johansson. Företaget har en bemannad bensinstation med bilverkstad vid Stenvägen i Emmaboda samt automatstationer i Vissefjärda, Långasjö, Väckelsång och Linneryd, samt en andra station i Emmaboda, i sydöstra Småland.